# Prix des partenaires du festival d'Angoulême
Cette liste regroupe les prix des partenaires du festival d'Angoulême décernés dans le cadre du festival d'Angoulême depuis sa création ne disposant pas d'une page Wikipédia propre. La plupart de ces prix ont été remis lors de la cérémonie officielle, en même temps que les prix remis par le jury.

## Prix des lectrices deElle(1981)
- 1981 : Hugo Pratt

## Prix de TF1 (1982-1985)
- 1982 : Mohamed Aouamri
- 1985 : Laurent Vicomte (d) et Makyo (s), Balade au bout du monde t.2 : Le Grand Pays, Glénat

## Prix FM-BD (Prix Lucien) (1985-1988)
Prix remis par les auditeurs d'une trentaine de radios FM.
- 1985 : François Bourgeon pour Les Passagers du vent t. 5 : Le Bois d'ébène, Glénat
- 1986 : Serge Le Tendre et Loisel pour La Quête de l'oiseau du Temps, t. 3 : Le Rige, Dargaud
- 1987 : Jean-Claude Denis pour Luc Leroi t. 4 : Le Nain jaune, Casterman
- 1988 : Jean-Louis Tripp pour Jacques Gallard t. 3 : Zoulou Blues, Milan

## Prix des lecteurs de la bibliothèque (1985-1986)
- 1985 : Vink, Le Moine fou ; Jean-Claude Servais, Tendre Violette ; Pierre Makyo, Grimion Gant de Cuir
- 1986 : Annie Goetzinger et Pierre Christin, La Voyageuse de la petite ceinture, Dargaud

## Grand prix national des Arts graphiques (1985-1986)
- 1985 : Jean Giraud
- 1986 : Albert Uderzo

## PrixTémoignage chrétien(1985-1990)
Prix Témoignage chrétien
- 1985 : Jacques Lob (s) et Jean-Marc Rochette (d), pour Le Transperceneige, Casterman

Prix TC Résistance
- 1986 : Florenci Clavé (d) et Guy Vidal (s) pour Sang d'Arménie, Dargaud

Prix Témoignage chrétien
- 1987 : Daniel Goossens, Route vers l'enfer

Prix Résistance TC
- 1988 : Art Spiegelman, Maus, un survivant raconte
- 1989 : Farid Boudjellal, Ramadan
- 1990 : Jean-Louis Tripp, Afrikaans bazaar

## Prix Russie Libre (1986)
- 1986 : Hergé, Tintin au pays des Soviets

## Prix des lecteurs deLibération(1987)
- 1987 : Sambre t. 1 : Plus rien ne m'est, Balac (s) et Yslaire (d)

## Prix Antenne 2 (1987-1989)
- 1987 : Ptiluc, Pacush Blues t. 2 : Jefferson, Vents d'Ouest
- 1989 : Turk et Bob de Groot, Léonard, t. 17 : Ohé, du génie !

## Prix de la BD chrétienne (1987-2013)
- 1987 : Bruno Le Sourd, Raoul Follereau : le vagabond de la charité
- 1988 : Duverdier et Blimer, Les Fumées bleues du Caire
- 1989 : Carmen Levi et Alex Lochen, Mathilde Wrede
- 1992 : Ignace, nous n’irons pas à Jérusalem de Cécile Schmitz et Jacques Stoquart
- 2003 : Voyage vers Léon IX, scénario Thierry Wintzner, illustré par Francis Keller
- Auriac  scénario de Benoît Despas, illustré par Marco Venanzi et Alain Sikorski
- 2004 : Lincoln : Tome 2 de Jérôme Jouvray et Olivier Jouvray, éd. Paquet, Genève
- 2006 : Les aventures de Loupio de Jean-François Kieffer
- 2008 : Le voyage des pères de David Ratte
- 2010 : Le Messie et La Métamorphose de Kumai Hidenori et Kozumi Shinozawa
- 2011 : Monsieur Vincent, La vie à sauver de Brunor et Didier Millotte
- 2012 : Les indices pensables T2 (Un Os dans Evolution) et T3 (Le Hasard n'écrit pas de Messages), de Brunor
- 2013 : Jeanne la Pucelle, de Fabrice Hadjadj et Jean-François Cellier
- 2014 : Quelques écorces d’orange amère – Une vie de Benoît Labre  (Éditions de l’Emmanuel).
- 2015 : Daniel Brottier – Remuer Ciel et Terre de Brunor et Duphot, éditions MAME
- 2016 : Mère Teresa de Calcutta. Au nom des pauvres parmi les pauvres de Lewis Helfand et Sachin Nagar
- 2017 : deux albums exæquos : Vincent - Un saint au temps des mousquetaires de Jean Dufaux et Martin Jamar, Dargaud et Les larmes d’Esther de Robin, aux éditions Bayard.

## Prix international de la BD chrétienne francophone
- 1996 : Jésus de Nazareth de Peter Madsen (Delcourt)
- 1998 : Le défi, Miss éditions
- 2000 : La Bible, l’Ancien et le Nouveau Testament en bandes dessinées de Mike Maddox et Francis Anderson, éd. Pré aux Clercs
- 2001 : L'Évangile pour les enfants, en bandes dessinées, par Jean-François Kieffer et Christine Ponsard, éd. Fleurus, Paris
- 2003 : Voyage vers Léon IX : le Lion de pierre de Francis Keller et Thierry Wintzner, éd. du Signe
- 2020 : Foucauld. Une tentation dans le désert, de Jean Dufaux et Martin Jamar, éditions Dargaud ; mention spéciale du jury à De lys, d’azur étoilé et d’un Cœur enflammé, une vie de Saint Philippe Néri de Florent Jacques et MariaMaris (Cor ad Cor)[1].

## Prix antipode Media (1988)
- 1988 : Le Talis balaouine de Marre et Carron

## Concours national de strips (1992)
- 1992 : Cédric Billotti, dit Cibi, et Yé Vang

## Prix inter-festival (1997-1998)
- 1997 : Pierre Bailly, La saison des anguilles, Dargaud, coll. « Long courrier »
- 1998 : Jean-Pierre Gibrat, Le Sursis, t. 1, Dupuis, coll. « Aire Libre »

## Prix du Trentenaire (2003)
Prix exceptionnel remis en 2003 par les fondateurs du festival Francis Groux, Jean Mardikian et Claude Moliterni à un « auteur prometteur ».
- 2003 : Joann Sfar

## Fauve Polar SNCF (2013-)
Ce prix est remis depuis 2013 par la SNCF à une bande dessinée policière :
- 2013 : Castilla Drive, d'Anthony Pastor, Actes Sud, coll. « Éditions de l'An 2 »
- 2014 : Rodguen et Wilfrid Lupano, Ma révérence, Delcourt
- 2015 : Petites Coupures à Shioguni, Florent Chavouet, Éditions Philippe Picquier
- 2016 : Tungstène, Marcello Quintanilha, Çà et là
- 2017 : L'Été Diabolik de Thierry Smolderen et Alexandre Clérisse, Dargaud
- 2018 : Jean Doux et le mystère de la disquette molle de Philippe Valette, Delcourt
- 2019 : VilleVermine de Julien Lambert, Éditions Sarbacane
- 2020 : No Direction d'Emmanuel Moynot éditions Sarbacane[3]
- 2021 : GoSt111 de Mark Eacersall, Henri Scala et Marion Mousse (Glénat)[4]
- 2022 : L'Entaille d'Antoine Maillard, Cornélius
- 2023 : Hound Dog de Nicolas Pegon, Denoël Graphic
- 2024 : Contrition de Keko et Carlos Portela, Denoël Graphic

## Éco-Fauve Raja (2023)
- 2022 : Anne-Marie Saint-Cerny et Christian Quesnel, pour Mégantic, un train dans la nuit (Écosociété)
- 2023 : Ana Penyas, pour Sous le soleil (Actes Sud - L'An 2)
- 2024 : Guillaume Singelin, pour Frontier(Rue de Sèvres)

### Documentation
- Archives des palmarès sur toutenbd.com
- Hervé Cannet (dir.) (préf. Will Eisner), Le Grand 20e, Angoulême, La Charente libre, 1992, p. 218-236